# Giovanni Battista da Dovara
Giovanni Battista da Dovara, anche Aresti da Dovara (Isola Dovarese, 1590 – Reggio Emilia, 1659), è stato un arcivescovo cattolico italiano, Vicario apostolico di Aleppo dal 1645 al 1659.

## Biografia
Nato a Isola Dovarese e membro di una nobile famiglia originaria di Cremona, Giovanni Battista entrò giovanissimo nell'ordine dei frati minori della provincia di Brescia.
Nel 1637 venne eletto definitore generale dell'Ordine. Nel 1640 venne presentato all'imperatore Ferdinando II del Sacro Romano Impero per una sua eventuale promozione alla diocesi di Smedervo, in Serbia, zona all'epoca occupata dagli ottomani, ma la proposta non fu accolta. Nel 1643, tramite l'appoggio di Scipione Gonzaga, principe di Bozzolo, riuscì a ottenere la nomina episcopale e divenne primo vicario apostolico di Aleppo, in Siria, col titolo di arcivescovo titolare. La sua consacrazione avvenne il 31 luglio 1645  presso la Basilica dei Santi Cosma e Damiano a Roma per mano dell'arcivescovo Alfonso Gonzaga, arcivescovo titolare di Rodi.
La creazione della nuova diocesi di Aleppo era stata voluta dalla Sacra Congregazione di Propaganda Fide per diffondere il cristianesimo in quell'area, prevedendo una somma di 900 scudi annui; ma pare che il da Dovara si fosse dimostrato disinteressato ai bisogni spirituali della sua nuova diocesi sin dall'inizio. Contravvenendo alle norme del Concilio di Trento, si rifiutò di spostarsi in Siria per prendere possesso della sua sede episcopale, e per questo dal 1650 la Sacra congregazione lo fece dimettere dal proprio incarico e lo recluse in un convento; fu solo grazie  alla protezione di Scipione Gonzaga che ottenne di risiedere alla corte di Bozzolo come suo confessore. Occasionalmente presenziò nelle diocesi di Brescia, Bergamo e Cremona, esercitando le funzioni proprie di vescovo, venendo ricevuto con tutti gli onori e consacrando chiese e altari (ad esempio quello del borgo di Bueggio in Val Scalve), motivo per cui si rese inviso a molti. Con la morte del vescovo di Brescia Marco Morosini, per mesi ne esercitò le funzioni episcopali in accordo con i rappresentanti di curia sino a quando la Sacra Congregazione dei Vescovi e dei Religiosi, nel marzo del 1655, gli intimò di lasciare immediatamente la diocesi di Brescia.
Nel 1658, all'età di 68 anni, venne convocato a Roma presso la Congregazione di Propaganda Fide e fu obbligato a risiedere nel convento dei frati minori di Reggio Emilia dove morì l'anno successivo.

## Genealogia episcopale e successione apostolica
La genealogia episcopale è:
- Cardinale Bonifazio Bevilacqua Aldobrandini
- Arcivescovo Alfonso Gonzaga
- Arcivescovo Giovanni Battista Aresti da Dovara